# العالم الجوراسي البعث (فلم 2025)
العالم الجوراسي البعث (بالإنجليزية: Jurassic World Rebirth) هو فيلم أمريكي من نوع الخيال العلمي، الأكشن والإثارة، صدر عام 2025 من إخراج غاريث إدواردز وكتابة ديفيد كوب. يُعد الفيلم تكملة مستقلة لفيلم العالم الجوراسي الهيمنة (2022)، و الإصدار الرابع ضمن سلسلة العالم الجوراسي، والسابع بشكل عام في سلسلة أفلام الحديقة الجوراسية. الفيلم من بطولة سكارليت جوهانسون، ماهرشالا علي، جوناثان بيلي، روبرت فريند، مانويل غارسيا-رولفو، وإد سكراين.
بدأ العمل على الفيلم بعد فترة وجيزة من إصدار العالم الجوراسي الهيمنة، عندما قام المنتج التنفيذي ستيفن سبيلبرغ بتجنيد كوب لمساعدته في تطوير جزء جديد من السلسلة. كوب كان قد شارك سابقًا في كتابة الفيلم الأصلي الحديقة الجوراسية (1993) وجزأه الثاني العالم المفقود: الحديقة الجوراسية (1997). أُبلغ عن تطوير الفيلم لأول مرة في يناير 2024 حيث عُيّن إدواردز كمخرج بعد شهر واحد، وبدأت مرحلة اختيار الممثلين بعد ذلك بوقت قصير. جرت عملية التصوير الرئيسية في تايلاند، مالطا، والمملكة المتحدة من يونيو إلى سبتمبر 2024.
عُرض الفيلم لأول مرة في 17 يونيو 2025 في سينما أوديون لوكس ليستر سكوير في لندن، وصدر في الولايات المتحدة وكندا من قبل شركة يونيفرسال بيكتشرز بتاريخ 2 يوليو. تلقى الفيلم مراجعات مختلطة من النقاد، حيث اعتبره البعض تحسنًا مقارنة بالأجزاء السابقة، وأشادوا بمشاهد الحركة والديناصورات، بينما انتقد آخرون السيناريو والشخصيات. حقق الفيلم إيرادات بلغت 828 مليون دولار عالميًا مقابل ميزانية قدرها 180-225 مليون دولار ليصبح رابع أعلى فيلم تحقيقا للإيرادات في عام 2025.

## القصة
قبل سبعة عشر عامًا في عام 2010، بعد تسع سنوات من إنقاذ إريك كيربي وخمس سنوات قبل حادثة "جوراسيك وورلد"، أُنشئ مختبر سري تابع لشركة "إنجين" على جزيرة "إيل سان-هوبرت" في المحيط الأطلسي، بهدف ابتكار ديناصورات متحوّلة وراثيًا. إحدى هذه الكائنات، وهي تيرانوصور مشوّه ذو ستة أطراف أُطلق عليه اسم "ديستورتوس ريكس"، يهرب من الاحتواء وينشر الفوضى، مما يجبر طاقم المنشأة على التخلي عن الجزيرة.
بعد خمس سنوات من حادثة بيوسين التي تسببت في انتشار الجراد المعدّل وراثيًا، أصبح مناخ الأرض غير صالح بشكل متزايد للحفاظ على الديناصورات والكائنات المنقرضة الأخرى. لم تعد هذه الكائنات تعيش إلا في مناطق نائية حول العالم تشبه بيئات حقبة الميزوزويك. تُجنَّد "زورا بينيت"، وهي عميلة سابقة في العمليات السرية العسكرية، من قبل "مارتن كريبس" ممثلًا عن شركة "باركرجينيكس" الدوائية، لتتعاون مع عالم الحفريات الدكتور "هنري لووميس" وقائد الفريق "دونكان كينكايد" في مهمة سرية إلى جزيرة إيل سان-هوبرت بهدف جمع عينات حيوية من أكبر الكائنات المنقرضة المتبقية، والتي يُعتقد أنها تحتوي على مفاتيح تطوير دواء جديد يفيد البشرية. تتعرف زورا على فريقها: السائق "لوكلير"، والمرتزقة "نينا"، ورئيس الأمن على متن السفينة "ذا إسكس" "بوبي أتواتر".
تبدأ المهمة باستخراج العينة الأولى من موساصور يحيط بالجزيرة. في الطريق، ينقذ الفريق عائلة تحطمت سفينتهم مكونة من "روبين ديلغادو"، وابنتيه "تيريزا" و"إيزابيلا"، وصديق تيريزا "كزافييه". تهاجم مجموعة من السبينوصورات بالتعاون مع الموساصور الفريق، ما يضطرهم للرسو على الشاطئ ويؤدي إلى مقتل بوبي ونينا. خلال الهجوم، تسقط عائلة ديلغادو في البحر وتنفصل عن فريق زورا بعد أن يمنع مارتن تيريزا من طلب النجدة.
على الجزيرة، ينجح فريق زورا في جمع العينة الثانية من تيتانوصور. ثم يخترقون عش كويتزالكوآتلس ويستخرجون العينة الثالثة من بيضة، لكن الطائر البالغ يهاجمهم ويلتهم لوكلير. بعد جمع العينات، يتوجه الفريق إلى المنشأة المهجورة حيث من المفترض أن يتم إجلاؤهم بواسطة مروحية رتبتها زورا. في مكان آخر من الجزيرة، تصادف عائلة ديلغادو ديناصور صغير من نوع أكويلوبس تُطلق عليه إيزابيلا اسم "دولوريس"، ويُطاردون لاحقًا بواسطة تيرانوصور لكنهّم يفرّون عبر نهر باستخدام قارب مطاطي.
يجتمع الفريقان في المختبر المهجور، لكنهم يتعرضون لهجوم من قبل مجموعة من الهجائن الطائرة آكلة اللحوم، والتي يُطلق عليها اسم "الميوتادونز". تصل المروحية لكنها تتحطم على يد الـ"ديستورتوس ريكس"، الذي يلتهم مارتن أثناء محاولته الهرب بالعينات. ينجح الفريق بالفرار باستخدام قارب متصل بالمنشأة عبر ممر أرضي، بعدما يشتّت دونكان الوحش باستخدام مشعل ضوئي. وبالعينات في حوزتهم، تتفق زورا وهنري على توزيع الدواء الجديد بدون تسجيل براءة اختراع.

## طاقم الممثلين
- سكارليت جوهانسون في دور زورا بينيت، خبيرة في العمليات السرية.
- ماهرشالا علي في دور دونكان كينكايد، قائد فريق زورا.
- جوناثان بيلي في دور الدكتور هنري لووميس، عالم حفريات.
- روبرت فريند في دور مارتن كريبس، ممثل عن شركة أدوية.
- مانويل غارسيا-رولفو في دور روبين ديلغادو، والد عائلة مدنية نجت من تحطم سفينة.
- لونا بلايز في دور تيريزا ديلغادو، الابنة الكبرى لروبين.
- ديفيد إياكونو في دور كزافييه دوبس، صديق تيريزا.
- أودريانا ميراندا في دور إيزابيلا ديلغادو، الابنة الصغرى لروبين.
- إد سكراين في دور بوبي أتواتر، أحد أعضاء فريق زورا.
- بشير سيلفين في دور لوكلير، أحد أعضاء فريق زورا.
- فيليبين فيلج في دور نينا، إحدى أعضاء فريق زورا.

## الإنتاج

### الخلفية
شارك ديفيد كوب في كتابة سيناريو الفيلم الأول الحديقة الجوراسية عام 1993، بالاشتراك مع مايكل كرايتون، مؤلف روايتي الحديقة الجوراسية (1990) والعالم المفقود (1995). عاد كوب ككاتب منفرد في فيلم العالم المفقود: الحديقة الجوراسية (1997)، المقتبس عن الرواية. في البداية، رفض كوب كتابة جزء آخر من السلسلة، معتقدًا أنه لم يعد لديه ما يضيفه إليها. مع ذلك، استمر في تقديم المشورة في الأفلام اللاحقة، وفي نهاية المطاف كتب سيناريو فيلم العالم الجوراسي الهيمنة (2022) دون أن يُنسب إليه رسميًا. من جانبه، أمضى كولين تريفورو تسع سنوات في تطوير ثلاثية العالم الجوراسي كمخرج وكاتب مشارك، وصرّح بأنه على الأرجح لن يعود لفيلم آخر، باستثناء إمكانية مشاركته كمستشار إبداعي.

### التطوير
بدأ تطوير فيلم "العالم الجوراسي البعث" من فكرة أولية قدمها المنتج التنفيذي ستيفن سبيلبرغ، والتي ظهرت بشكل بارز في النسخة النهائية من الفيلم. عرض سبيلبرغ فكرته على كوب، وطلب منه العودة لكتابة فيلم جديد ضمن السلسلة، مما أدى إلى تبادل عدة أفكار بينهما. أعاد كوب قراءة روايتي كرايتون، ودمج مفاهيم من كليهما. يتضمن الفيلم مشهدًا مأخوذًا من الرواية الأولى، كان قد أُزيل من الفيلم الأصلي، حيث تحاول الشخصيات الهرب على طوف من هجوم ديناصور تيرانوصوريكس.

### ما قبل الإنتاج
كُشف عن المشروع في أواخر يناير 2024، حين أُعلن أن شركة يونيفرسال بيكتشرز تطور فيلمًا جديدًا من سلسلة العالم الجوراسي. وكما هو الحال في الأفلام السابقة من الثلاثية، تولّى فرانك مارشال وباتريك كرولي الإنتاج عبر شركة "كينيدي/مارشال"، بينما عاد سبيلبرغ كمنتج تنفيذي عبر شركة "أمبلين إنترتينمنت". بحسب التقارير، كان المشروع قيد التطوير منذ فترة، وقد كتب كوب عدة مسودات بالفعل. كما باشر المنتجون بعض مهام ما قبل الإنتاج، مثل تصميم الديناصورات، مما حدّ من المساحة المتاحة لأي مساهمة إبداعية من جانب المخرج. وُصف دور المخرج في هذا الفيلم بأنه أقرب إلى صانع أفلام منفّذ أكثر منه مخرجًا مؤلفًا، إذ سعى المنتجون إلى السيطرة على الرؤية الإبداعية بدرجة أكبر مما كانت عليه في الفيلم السابق، الذي تلقّى مراجعات سلبية في الغالب.
في الفيلم، سعى كل من سبيلبرغ وكوب إلى إعادة السلسلة إلى أجواء ثلاثية جوراسيك بارك الأصلية، ولا سيما الفيلم الأول. باستثناء ضرورة وجود الديناصورات، لم تُفرض على كوب أية متطلبات محددة تتعلق بالقصة. لكنه وضع لنفسه قائمة من القواعد، من بينها أن يستند الفيلم إلى أسس علمية حقيقية، وألا يعيد تقديم أحداث ظهرت سابقًا في الأفلام السابقة. أراد كوب إعادة استكشاف مفهوم البشر داخل بيئة تهيمن عليها الديناصورات، خلافًا للنهج الذي سلكه الفيلمان السابقان، حيث أصبحت الديناصورات تعيش وسط المجتمع البشري. وفي تصريح له، قال كويب: "قررنا في وقت مبكر، بما أن كلًا من الثلاثية الأولى والثانية قد أغلقت فصولها، ألا نُقيّد أنفسنا بأي شكل — فلنبتكر شخصيات جديدة بالكامل في موقع جديد كليًا."
دخل ديفيد ليتش في مفاوضات مبدئية لإخراج الفيلم في أوائل فبراير 2024، لكن المفاوضات انهارت بعد بضعة أيام، نتيجة لكون معظم عناصر الفيلم كانت قد وُضعت مسبقًا، مما ترك له هامشًا إبداعيًا محدودًا. في وقت لاحق من ذلك الشهر، اُختير غاريث إدواردز لإخراج الفيلم، بفضل أسلوبه البصري الذي أظهره في أعمال سابقة، والذي اعتُبر ملائمًا لطابع السلسلة. أعرب سبيلبرغ عن إعجابه بفيلم غودزيلا (2014) الذي أخرجه إدواردز، والذي يُعد من معجبي الفيلم الأصلي الحديقة الجوراسية. كان إدواردز يخطط للابتعاد عن أفلام الاستوديو، وكان يعمل على مشروعه الخاص عندما عُرض عليه الفيلم. وقد صرّح لاحقًا: "هذا هو الفيلم الوحيد الذي جعلني أتوقف عن كل شيء آخر وأغوص فيه فورًا." من بين المشاهد التي غيّرها إدواردز، مشهد عش الزاحف المجنّح "بتيروصور"؛ إذ كان من المقرر أن يدور داخل كهف، لكنه نقله إلى معبد قديم مهجور.
يُعد "العالم الجوراسي البعث" أول فيلم في السلسلة لا يتضمن أيًا من الممثلين الذين ظهروا في الأفلام السابقة. بدأت عملية اختيار الممثلين في مارس 2024، واستمرت لثلاثة أشهر حيث انضم إلى طاقم الفيلم: سكارليت جوهانسون، جوناثان بيلي، مانويل غارسيا رولفو، روبرت فريند، ماهرشالا علي، لونا بليز، ديفيد إياكونو، أودرينا ميراندا، وبشير سيلفان. كانت جوهانسون من معجبي السلسلة منذ سنوات، وكانت تتطلع للمشاركة فيها لأكثر من عقد. رفضت جينيفر لورانس الدور الذي ذهبت إليه جوهانسون لاحقًا. كما رفض غلين باول، الذي أدى صوت شخصية ديف في المسلسل الكرتوني "معسكر العالم الجوراسي" (2020–2022)، عرضًا لدور آخر في الفيلم.

### التصوير
سعى المخرج غاريث إدواردز إلى تصوير أكبر قدر ممكن من المشاهد في مواقع تصوير طبيعية. بدأ التصوير الرئيسي في تايلاند بتاريخ 13 يونيو 2024، تحت العنوان المؤقت "Saga"، واستمر لمدة شهر. شملت مواقع التصوير منتزه "خاو فانوم بينشا" الوطني في إقليم كرابي، وجزيرة "كو كرادان" في منتزه "هات تشاو ماي" الوطني في ترانغ، إضافة إلى منتزه "آو فانغ نغا" الوطني في فانغ نغا. انتقل فريق العمل لاحقًا إلى "استوديوهات مالطا السينمائية" في كالكارا، مالطا في يوليو 2024. تضمن التصوير هناك مشهدًا يهاجم فيه موزاصوروس ومجموعة من سبينوصوروس قاربًا. وقد صُوّرت بعض المشاهد المائية المثيرة داخل خزان مائي في موقع الاستوديو، وكذلك في البحر الأبيض المتوسط القريب. أقرّ إدواردز بأن تصوير هذه المشاهد كان "تجربة شديدة الصعوبة" وقالت سكارليت جوهانسون عن تجربة التصوير في الخزان: "لم يكن هناك مهرب من الشمس. كانت الحرارة قاسية للغاية يوميًا. كنا على متن مركبة ترتفع 30 قدمًا في الهواء أو أكثر، وتتحرك في جميع الاتجاهات، بينما تُطلق علينا رشاشات مائية. كان الأمر وحشيًا."
في أغسطس 2024، انتقل التصوير إلى لندن، وتحديدًا إلى "استوديوهات سكاي إلستري" في المملكة المتحدة. بُنيت مواقع تصوير شملت غابة اصطناعية ومتجرًا صغيرًا تابعًا لمحطة وقود داخل الاستوديو. وقد صُوّر مشهد مطاردة لـتيرانوصوريكس في "مركز لي فالي للمياه البيضاء" في هيرتفوردشاير. انتهى التصوير رسميًا في 27 سبتمبر 2024، مع إعادة تصوير محدودة لبعض المشاهد في مدينة نيويورك بعد ثلاثة أسابيع.
تولى جون ماثيسون مهام إدارة التصوير السينمائي. ولأول مرة في مسيرته، قرر إدواردز استخدام شريط الفيلم مقاس 35 مم بدلاً من التصوير الرقمي، لاستعادة الطابع البصري لفيلم "الحديقة الجوراسية" الأول كما صُوّر باستخدام كاميرات وعدسات أنامورفية من إنتاج شركة بانافيجن.

### المخلوقات على الشاشة
كما هو الحال في الأفلام السابقة، أُنشئت الديناصورات والكائنات ما قبل التاريخ من خلال مزيج من الرسوم المتحركة والصور المُولدة بالحاسوب، عبر استوديو "إندستريال لايت آند ماجيك". وقد عاد عالم الحفريات ستيفن بروسات للعمل كمستشار علمي للفيلم، بعد مشاركته السابقة في فيلم "العالم الجوراسي الهيمنة". استُلهم تصميم "ديستورتوس ريكس" من مخلوقات "زينومورف" من سلسلة أفلام "المخلوقات الفضائية" و"رانكور" من سلسلة أفلام "حرب النجوم". وصف ديفيد فيكري، مشرف المؤثرات البصرية، الديناصور قائلًا: "يبدو كما لو أن مخلوقًا آخر التحم بجسد تيريكس. أراد غاريث أن نشعر بالشفقة والخوف معًا، لأن التشوهات سبّبت له ألمًا ظاهرًا". كما قُدّم كائن متحول آخر يُدعى "الموتادون الطائر"، وهو مزيج من التيروصورات وفيلوسيرابتور، واستُلهم من تجربة شخصية عاشها كوب مع خفاش على شرفته.
شهد الفيلم عودة ديناصور "سبينوصور"، الذي ظهر سابقًا في فيلم "الحديقة الجوراسية 3" (2001). في هذا الجزء، عُدّل تصميمه ليشمل ذيلًا أضخم، تماشيًا مع أبحاث جديدة تشير إلى أن هذا الكائن كان شبه مائي. كما عادت أنواع أخرى منها: الديلوفوصور، الموساصور، الكويتزالكواتلس، التيرانوصور ريكس، والفيلوسيرابتور. ويُقدم الفيلم أيضًا ديناصورات جديدة مثل التيتانوصور والأكيلوبس. ولتأكيد اختلاف التيرانوصور في الفيلم عن الإصدارات السابقة، استُلهم تصميمه الجديد من فيلم "وادي غوانغي" (1969).

### الموسيقى
في أبريل 2025، أُكّد تولي ألكسندر ديسبلا تأليف الموسيقى التصويرية للفيلم. ويُعد هذا ثاني تعاون له مع إدواردز بعد فيلم غودزيلا (2014). ويحل ديسبلا محل مايكل جياكينو، ملحن سلسلة العالم الجوراسي السابقة، في مفارقة مشابهة لفيلم "المارقة: قصة من حرب النجوم" (2016)، الذي أخرجه إدواردز كذلك، حيث استُبدل ديسبلا بجياكينو آنذاك بسبب تأجيلات في جدول إعادة التصوير.
سُجلت الموسيقى في استوديوهات آبي رود بلندن، بمشاركة أوركسترا من 105 موسيقيين وجوقة من 60 صوتًا. استلهم ديسبلا بعض التيمات الموسيقية من مؤلفات جون ويليامز، الذي ألّف موسيقى أول فيلمين في سلسلة الحديقة الجوراسية.

## التسويق
كُشف عن عنوان الفيلم وصورتين حصريتين أوليتين في 29 أغسطس 2024. رُوِّج للفيلم بوصفه تحية تكريمية للفيلم الأصلي الحديقة الجوراسية، مع تسويقه بشكل خاص لجمهور ذلك العمل الكلاسيكي. أُصدر المقطع الدعائي الأول في 5 فبراير 2025، بعد أن سبقته مجموعة من الصور الرسمية من الفيلم. في تعليقه على المقطع، وصف بن ترافيس من مجلة إمباير الفيلم بأنه "مبهر بصريًا" ويستحضر أجواء الجزء الأول من السلسلة. بُثّ إعلان تلفزيوني مدته 60 ثانية خلال عرض سوبر بول 59 في 9 فبراير 2025، أما المقطع الرسمي الثاني، فقد صدر في 20 مايو 2025.
كجزء من الحملة الترويجية، أنتجت شركتا ماتيل وليغو مجموعة ألعاب مستوحاة من الفيلم، وشملت الشراكات التسويقية الأخرى كلًّا من 7-إلفن وفانكو كما ظهر لاعب كرة السلة المحترف شاي غيلجيوس-ألكسندر في إعلان تلفزيوني عُرض خلال تصفيات الدوري الأميركي للمحترفين لعام 2025. كانت شركة يونيفرسال قد طلبت من سكارليت جوهانسون الانضمام إلى منصة إنستغرام للترويج للفيلم، لكنها رفضت ذلك معتقدةً أن الفيلم سينجح دون الحاجة إلى دعمها عبر وسائل التواصل الاجتماعي. ومع ذلك، ظهرت في فيديو رقمي خاص للترويج لمجموعة ألعاب ماتيل.

## الإصدار
عُرض الفيلم لأول مرة في 17 يونيو 2025 في سينما أوديون لوكس ليستر سكوير بلندن وأصدرته شركة يونيفرسال في الولايات المتحدة بتاريخ 2 يوليو 2025.
كجزء من اتفاقية طويلة الأمد بين أمازون برايم فيديو ويونيفرسال لأفلامها الحيّة، سيُعرض الفيلم أولاً على منصة بيكوك لمدة أربعة أشهر من نافذة البث التلفزيوني المدفوع، ثم سينتقل إلى برايم فيديو لمدة عشرة أشهر، ليعود بعد ذلك إلى بيكوك لأربعة أشهر إضافية.

## الاستقبال

### شباك التذاكر
اعتبارًا من 17 أغسطس 2025، حقق فيلم العالم الجوراسي البعث إيرادات بلغت 332.2 مليون دولار في الولايات المتحدة وكندا، و496.7 مليون دولار في الأسواق الدولية، ليصل إجمالي إيراداته عالميًا إلى 828.8 مليون دولار.
في 5 يوليو 2025، كان من المتوقّع أن يُحقّق الفيلم إيرادات عالمية قدرها 312 مليون دولار أمريكي خلال عطلة نهاية الأسبوع الافتتاحية الممتدة على خمسة أيام. في الولايات المتحدة وكندا، توقّعت مجلة ذا هوليوود ريبورتر أن تتراوح الإيرادات الافتتاحية للفيلم خلال هذه الفترة بين 100 و125 مليون دولار، بينما قدّرت ديدلاين هوليوود الإيرادات المتوقعة بما بين 115 و135 مليون دولار. في يوم عرضه الأول، حقّق الفيلم 30.5 مليون دولار، ما دفع إلى رفع التوقعات لإجمالي عطلة نهاية الأسبوع الافتتاحية إلى ما لا يقل عن 133.5 مليون دولار. في اليوم التالي، بلغت الإيرادات 25.3 مليون دولار، ما أدّى إلى تعديل التوقعات مرة أخرى لتصل إلى 137.5 مليون دولار. وفي 4 يوليو، سجّل الفيلم 26.3 مليون دولار في شباك التذاكر المحلي، مما دفع ديدلاين هوليوود إلى تعديل تقديراتها لعطلة نهاية الأسبوع الافتتاحية (على مدار خمسة أيام) إلى 141.2 مليون دولار. ثم في 5 يوليو، حقّق الفيلم 35.6 مليون دولار محليًا، ما رفع التوقعات مجددًا إلى 145.3 مليون دولار لعطلة نهاية الأسبوع الافتتاحية الكاملة. في نهاية المطاف، افتتح الفيلم بإيرادات بلغت 147.8 مليون دولار خلال عطلة نهاية الأسبوع الممتدة على خمسة أيام بمناسبة الرابع من يوليو، متصدرًا شباك التذاكر الأمريكي، بما في ذلك 92 مليون دولار خلال عطلة نهاية الأسبوع التي امتدت لثلاثة أيام. كما حقق إجماليًا عالميًا بلغ 322.6 مليون دولار خلال نفس الفترة. في عطلة نهاية الأسبوع الثانية، حقق الفيلم 40 مليون دولار، بانخفاض بلغت نسبته 57%، ليحتل المركز الثاني في شباك التذاكر خلف الوافد الجديد سوبرمان.
في الهند، سجّل الفيلم رقمًا قياسيًا جديدًا ضمن السلسلة، محققًا أعلى إيرادات في يومه الأول دون أي عروض افتتاحية مسبقة. تشمل أعلى الأسواق تحقيقًا للإيرادات لفيلم العلم الجوراسي البعث كلًا من الصين (41 مليون دولار)، المملكة المتحدة (16.6 مليون دولار)، المكسيك (13.9 مليون دولار)، وألمانيا (7.6 مليون دولار). بعد مرور أسبوع كامل على طرحه في دور العرض، حقق الفيلم إيرادات عالمية تُقارب 410 ملايين دولار. وواصل تصدّره لشباك التذاكر الصيني خلال عطلة نهاية الأسبوع الثانية، بإيرادات بلغت 11.1 مليون دولار.

### الاستجابة النقدية
على موقع روتن توميتوز، حصل الفيلم على تقييم 51% استنادًا إلى 385 مراجعة نقدية، وجاء في الإجماع النقدي للموقع: "بالعودة إلى الأساسيات مع مشاهد حركة صاخبة وكليشيهات متحجرة، لا يطوّر فيلم العالم الجوراسي البعث السلسلة، لكنه يستعيد بعضًا من حمضها النووي الموثوق." أما موقع ميتاكريتيك، فقد منح الفيلم 50 من 100 استنادًا إلى 54 مراجعة، مشيرًا إلى "مراجعات مختلطة أو متوسطة". وقد تراوحت الآراء النقدية المبكرة حول الفيلم بين الإيجابية والمتحفظة. أظهرت استطلاعات الرأي التي أجرتها شركة سينما سكور أنّ الجمهور منح الفيلم متوسط تقييم "B" على مقياس يتراوح من (+A) إلى (F).
كتب بيتر ديبروج من مجلة فارايتي أن الفيلم "يقدّم نسخة محدثة من نفس الرحلة الأساسية التي قدّمها سبيلبرغ قبل 32 عامًا، ومع ذلك، نادرًا ما يبدو عملًا جوهريًا في الأسطورة العامة للسلسلة، كما لا يوحي إلى أي اتجاه مستقبلي قد تسلكه السلسلة"، بينما أشار ديفيد روني من ذا هوليوود ريبورتر إلى أن "المخرج إدواردز يُظهر بوضوح ولاءه الكبير لأسلوب سبيلبرغ، إذ يُضمّن تحيات تكريمية خفية في جميع أنحاء الفيلم، ولا سيما في مشاهد البحر المفتوح التي تستحضر أجواء فيلم الفك المفترس. ومن غير المرجح أن يحتل الفيلم الصدارة في قوائم أفضل أفلام السلسلة، إلا أن المتابعين القدامى سيستمتعون به بالتأكيد"، فيما اعتبر بيتر برادشو من صحيفة ذا غارديان أن "الجزء الأحدث يمثّل عودة إلى المستوى المعهود بعد بعض الإخفاقات الأخيرة، ويقدّم جميع العناصر المتوقعة من مشاهد الحركة على طريقة سبيلبرغ، إلى جانب كيمياء رومانسية ممتازة بين البطلين". كتب بيل بريا من موقع ذا راب أن "سلسلة العالم الجوراسي لا بد أن تتعايش بطبيعة الحال مع السقف العالي الذي حدده الفيلم الأصلي، والذي أحدث ثورة في الصناعة، وهو إرث يبدو أن الفيلم يدركه تمامًا، كما يظهر في موضوعه الفرعي الذي يتناول كيف أصبحت الديناصورات خبرًا قديمًا بالنسبة لجمهور متخم؛ لكن، لمجرد أن البرغر بات متاحًا في كل مكان، لا يعني أنه لم يعد لذيذًا — الفيلم ببساطة هو برغر مصنوع بإتقان، وما إذا كان ذلك كافيًا لإشباع الشهية وإثارة الاهتمام، فالأمر متروك لك"، بينما رأى بيتر هاموند من ديدلاين هوليوود أن "فكرة ذهاب هؤلاء البشر إلى أدغال محظورة لملاقاة مخلوقات عملاقة ومرعبة من عصر آخر من أجل الحصول على عينات دم قد تبدو صعبة التصديق، لكن إذا كنت مستعدًا لتقبّل هذه الفرضية، فستقضي وقتًا ممتعًا بالفعل"، أما تيم روبي من صحيفة ذا تلغراف فقد منح الفيلم التقييم الكامل (خمس نجوم)، واصفًا إياه بأنه أفضل فيلم في السلسلة منذ الجزء الأول، كما أشاد بالتصميمين البصري والصوتي للعمل، واصفًا إياه بأنه الأفضل من حيث الصورة والصوت منذ الفيلم الأصلي.
كتب الناقد إيان فريير من مجلة إمباير أن "الفيلم لا يقدّم شيئًا جريئًا أو مختلفًا، لكنه يُشكّل رحلة ممتعة ومُتقنة في مدينة ملاهٍ صيفية، تتخلّلها لحظات سريعة الوتيرة وأخرى بطيئة. تجربة مُسلّية، وإن كانت لا تترك أثرًا طويل الأمد"، في حين اعتبرت كارين جيمس من بي بي سي أن الفيلم "يتبع القالب الذي وضعه الفيلم الأصلي الحديقة الجوراسية، لكنه لا يرقى لمستواه"، ووصفت الفيلم بأنه الأضعف في السلسلة. أما أليسون ويلمور من فالتشر، فرأت أن "الجمهور لم يفقد حماسه تجاه ما تقدّمه سلسلة العالم الجوراسي — على الأقل ليس بعد — لكن من الواضح أن صنّاع هذه الأفلام قد نفد لديهم ما يقولونه. الفيلم، وكأنه يحقّق نبوءة سلسلته الخاصة، ينجح فعلًا في أن يكون مملًا".
كتبت ميغان نافارو من "بلادي ديسغاستينغ" أن "الفيلم يشكّل خطوة في الاتجاه الصحيح، لكن الثلاثية السابقة حشرت السلسلة في زاوية ضيقة إلى حدّ أن الوقت قد حان لترك هذه السلسلة تنقرض"، بينما كتب ديفيد جينكنز من "ليتل وايت لايز" أن "مشاركة المخرج إدواردز كانت العنصر الوحيد الذي أبقى شمعة الأمل مشتعلة في احتمال أن هذه السلسلة المحتضرة واللانهائية قد تنعطف نحو الأفضل. لكن حتى وهو يعمل بأقصى طاقته، هناك ببساطة الكثير من الأمور الخاطئة والساذجة والمكرّرة في هذا العمل المرهق والفاقد للحيوية. الممثلون يؤدّون أدوارهم بكفاءة، وهناك بعض اللحظات الساخرة اللاذعة، والتأثيرات البصرية خالية من العيوب، لكن المشروع بأكمله يبدو وكأنه نفس الشيء الذي شاهدناه مرارًا وتكرارًا، وأن إضافة ‘قبعة جديدة’ اعتُبرت إزعاجًا أكثر من كونها هدية لإبداع شيء متجدّد". كما كتب سيدهانت أدلاخا من "إنفيرس" أن "الفيلم لا يقدّم شيئًا جديدًا بحق، ونادرًا ما يعرض شيئًا قديمًا بذكاء أو حيوية مشاكسة، ولذا يُعدّ من المريح إلى حدّ ما أنه لا يرتبط سوى ارتباطًا اسميًا ببقية السلسلة".
أما كريستي ليمير من موقع روجر إيبرت فرأت أن "الفيلم يحتوي على بعض اللحظات الممتعة المتفرّقة في المزحات البصرية الذكية، وخدع الحيلة والتضليل، وهي لحظات تذكّرنا بالإثارة الصيفية الخالية من التعقيد التي لطالما قدّمتها أفلام العالم الجوراسي، وإن كانت بعوائد متناقصة. إلا أن تلك القدم العملاقة لم تعد تُرعب كما في السابق". وكتب كريس بومبراي من موقع جوبلو أن "الفيلم أحد أكبر خيبات أمل هذا الصيف، وقد يكون الدليل النهائي على أن هذه السلسلة تحتاج إلى استراحة طويلة"، بينما انتقدت إيمي نيكولسون من لوس أنجلوس تايمز الفيلم بشدة، واصفةً إياه بأنه "فيلم وحوش مباشر، يخلو تمامًا من الإحساس بالدهشة أو الرقي السينمائي".
وصف نقّاد من موقع Cracked.com، صحيفة إل باييس وموقع "باجيبا" الترويج الإعلاني المباشر في الفيلم لعلامات تجارية مثل سنيكرز وهينيكن، بأنه مُشتّت للانتباه وأثر سلبًا على تجربة المشاهدة.

## روابط خارجية
- العالم الجوراسي البعث على موقع IMDb (الإنجليزية)
- العالم الجوراسي البعث على موقع ميتاكريتيك (الإنجليزية)
- العالم الجوراسي البعث على موقع روتن توميتوز (الإنجليزية)
- العالم الجوراسي البعث على موقع ألو سيني (الفرنسية)
- العالم الجوراسي البعث على موقع أول موفي (الإنجليزية)
- العالم الجوراسي البعث على موقع فيلمافينيتي (الإسبانية)
- العالم الجوراسي البعث على موقع قاعدة بيانات الأفلام السويدية (السويدية)
- العالم الجوراسي البعث على موقع قاعدة بيانات الفيلم (الإنجليزية)
- العالم الجوراسي البعث على موقع ليتربوكسد (الإنجليزية)
- العالم الجوراسي البعث على موقع كينوبويسك (الروسية)